# Propaganda (1914-1918)
Propaganda va ser una publicació mensual en català editada a Igualada entre els anys 1914 i 1918.

## Descripció
Portava el subtítol Butlletí Mensual del Centre Catòlich d'Obrers.
La redacció i l'administració era a la seu del Centre Catòlic d'Obrers, al carrer de l'Amnistia, núm. 2-4. S'imprimia al taller de Montserrat Puget. Tenia vuit pàgines, a dues columnes, amb un format de 28 x 19 cm.
El primer número va sortir el 15 de gener de 1914 i el darrer, el 60, el 15 de desembre de 1918.

## Continguts
Era un butlletí que portava informació sobre les activitats del Centre Catòlic d'Obrers. En l'article del primer número titulat “El nostro programa” deien volien fer propaganda a favor de nostra societat, d'idees y sentiments catòlichs, que estrenyaran les relacions de germanor entre’ls socis... la nostra propaganda tindrà ademés un caracter pacífich fugint de discussions y de polèmiques, que a vegades es difícil no degenerin en personals.
Deixant a part la informació de les activitats internes del Centre Catòlic, cal destacar els articles sobre història i costums igualadins a càrrec de Gabriel Castellà Raich, que també publicava cada mes dues “efemèrides igualadines”.
Van publicar un número extraordinari, el 47, amb il·lustracions, amb motiu del tercer centenari de la fundació de l'Escola Pia.
En el núm. 60 s'acomiaden amb l'article “¿Pleguèm?” perquè nostre periòdic fa un any que ja viu una vida enmantllevada, econòmicament parlant. El preu del paper s'ha encarit sobremanera ... Si a això s'hi afegeix la recent mort del bon amic D. Antoni Miserachs, q.a.C.s., quina feina dintre la redacció no era d'aquelles que se supleix treballant més hores....
Els redactors eren Antoni Miserachs, Gabriel Castellà i Raich, Joan Lladó, Francesc M. Colomer, J. Morera Soler, Ramon Riba Martí i Gaspar Vilarrúbias. També hi van col·laborar el poeta Jaume Boloix i Canela, Antoni Muset Ferrer i Antoni Godó Valls, entre d'altres.

## Localització
- Biblioteca Central d'Igualada. Plaça de Cal Font. Igualada (col·lecció completa i relligada).